# Fehértörzsű fenyő
A fehértörzsű fenyő (fehérkérgű fenyő, amerikai cirbolya, Pinus albicaulis) a tűnyalábos fenyő nemzetségébe tartozó selyemfenyő fajcsoport cirbolya alcsoportjának egyik faja.

## Elterjedése, élőhelye
Az északi flórabirodalom (Holarktisz) pacifikus–észak-amerikai flóraterületén honos faj. A nevadai cirbolya (Pinus flexilis) mellett ez a Sziklás-hegységben legészakabbra, egészen Brit-Kolumbia hegyvidéki lejtőiig hatoló selyemfenyőféle. Délnek Kaliforniáig, kelet felé pedig Montanáig és Wyomingig elterjedt. Dísznövényként is termesztik.

## Megjelenése
Fehéres színű kérge cserepesen hámlik. Zöld tűleveleinek csúcsa lekerekített, a szélük ép. Porzós virágai sárgák; a toboza hengeres.

## Életmódja
Fagytűrő.